# Meine schönsten Jahre
Meine schönsten Jahre ist eine 8-teilige Comedyserie, die 2004 jeweils freitags um 21.15 bzw. 21.45 Uhr auf RTL ausgestrahlt wurde. Die Serie wurde von Phoenix Film produziert und in Berlin und Umgebung gedreht.

## Inhalt
Die Serie stellt einen Rückblick des erwachsenen Karl Treschankes auf seine Jugend dar.
1983 lebt der 13-jährige Karl in einer Plattenbausiedlung in Ost-Berlin. Karl hat mit den typischen Problemen des Erwachsenwerdens zu kämpfen; so versucht er an seine erste große Liebe Clara ranzukommen, muss Entscheidungen über Freundschaften treffen und natürlich stellt auch die Schule ein Problem dar. Wenig hilfreich sind Karl in dieser Zeit seine Eltern sowie seine beiden älteren Geschwister Raiko und Janina, die eine Ausbildung zur Friseurin macht. Karl versucht alles Mögliche, um endlich bei seinem Schwarm Clara zu landen, so nimmt er ihr sogar die Aufgabe ab, beim Fahnenappell Friedrich Schillers Bürgschaft auswendig vorzutragen. Außerdem büffelt er wie verrückt für gute Noten, damit er gemeinsam mit Clara zum Schulfest gehen kann.

## Kritiken
„Sitcom, die so tut, als würde sie das Leben einer Kindheit in der DDR erzählen, indem sie tausendfach erzählte West-Geschichten in das Konzept der amerikanischen Serie Wunderbare Jahre packt. Darauf muß man erst mal kommen.“

„Die Platte, der Trabi, das Westpaket von Omi, genüsslich holt Regisseur Ulli Baumann (Ritas Welt) alle Klischees über die DDR hervor, ohne sich über sie lustig zu machen. Dafür lässt er die Handlung aus dem Off kommentieren, vom inzwischen ja erwachsenen Karl. Das ist ganz witzig, weil die Serie so nicht ausschließlich auf FDJ, Fahnenappell und Forumschecks abhebt, sondern diese komischen Dinge nur nutzt, um Wichtigeres zu verhandeln. Die erste Liebe. Die blöden Geschwister. Die noch blöderen Lehrer. Nur als Karl von sechs Wochen Sommerferien schwärmt, hat er wohl etwas verdrängt. In der DDR dauerten die Sommerferien sogar acht Wochen.“

„Die Serie beschreibt das Leben eines dreizehnjährigen Ost-Berliner Jungen im Jahr 1983. Den Autoren gelingt es, sehr amüsant und unterhaltend, dennoch liebevoll und einfühlsam von den Nöten der Pubertät, der Übermacht der ersten Liebe zu erzählen. Ein gelungenes Programm für die ganze Familie, das auch einen unsentimentalen Blick zurück in die DDR-Zeit wirft.“

## Sonstiges
- Gedreht wurde die Serie, obwohl sie in Ost-Berlin spielen soll, in einer Werkhalle in West-Berlin. Dort hatte man eine DDR-Plattenbauwohnung aus Sperrholz aufbauen lassen.[6]
- Die Serie wurde aufgrund niedriger Einschaltquoten nach acht Folgen nicht weiter produziert.[7]
- Seit dem 22. Mai 2006 ist die Serie auf DVD erhältlich.[8]
- Die Autoren der Serie, Johann A. Bunners und Michael Petrowitz, wurden am 5. September 2005 für den Pilotfilm der Serie Erste Liebe mit dem 22. Robert-Geisendörfer-Preis/Medienpreis der Evangelischen Kirche 2005 ausgezeichnet.[5]